# Голубович Михайло Васильович
Миха́йло Васи́льович Голубо́вич (*21 листопада 1943, м. Золотоноша, Черкаська область, УРСР, СРСР — 9 жовтня 2023, Луганськ) — радянський і український актор театру та кіно, театральний діяч, причетний до сепаратистського руху на Сході України, пізніше - до колабораціонізму з Росією. Заслужений артист УРСР (1972). Народний артист УРСР (1977), депутат Луганської обласної ради від Партії регіонів (2010—2014), «Народний артист ЛНР» (2015), Заслужений діяч мистецтв РФ (2023).

## Біографія
У 1967 р. закінчив Київський інститут театрального мистецтва, акторський факультет (у В. Харченка, А. Скибенка).
З 1967 р. — актор, з 1987 р. — художній керівник української трупи Луганського музично-драматичного театру.
Член Спілки театральних діячів і Спілки кінематографістів України. Нагороджений орденом Знак Пошани. Голова Луганської обласної організації Республіканської партії. Депутат Луганської обласної ради в 2002—2006 і з 2010 (обраний від Партії регіонів). Генерал-осавул, радник отамана управи бунчужного округу Війська Запорізького.
Володів англійською, болгарською мовами. Заслужений артист УРСР (1972). Народний артист УРСР (1977).
Начальник управління культури і мистецтв Луганської обласної державної адміністрації з 02.1996 до 2005.
Актор Луганського українського музично-драматичного театру (згодом художній керівник установи).
Помер у жовтні 2023 року, у віці 79 років, за два місяці після отримання звання «Заслуженого діяча мистецтв РФ».

### На службі в самопроголошеній ЛНР
Після початку російсько-української війни 2014 року, Голубович почав працювати на самопроголошену ЛНР директором «Луганського українського драматичного театру», за що отримав кілька нагород.
До листопада 2022 року був депутатом парламенту сепаратистів - так званої "Народної Ради ЛНР". Голубовича було включено до санкційних списків України, ЄС, Канади, Великобританії, Японії, Швейцарії за дії, які дестабілізують Україну та загрожують її територіальній цілісності, суверенітету та незалежності.

## Сім'я
Дружина: Валентина Медведенко (15 листопада 1941, Бахмут — 26 лютого 2014, Луганськ)  — українська театральна актриса.
Сини: Володимир (17 травня 1965, Ворошиловград — 18 вересня 1994, Київ). За своє коротке життя був актором Молодого театру у Києві (1990—1992), згодом — Луганського академічного обласного українського музично-драматичного театру.  Загинув під час кінозйомок.
Артем — диякон Володимирського собору у Луганську.
Онук: Михайло Голубович-молодший (2001 р.н.). Навесні-влітку 2022 року брав участь у боях за Ізюм у складі російських окупаційних військ в якості добровольця. З 2023 року — депутат «народної ради ЛНР». Очільник руху «Молода Гвардія Луганської народної республіки».

## Ролі в театрі (понад 100)
- Апраш («Циганка Аза» Старицького),
- Микита («Дай серцю волю, заведе в неволю» Кропивницького),
- Пархоменко («Пархоменко» Вольного),
- Фердинанд («Підступність і кохання» Шіллера),
- Жухрай («Драматична пісня» за Равенським),
- Буслай («Поріг» Дударєва),
- Спартак («Остання ніч Спартака» Откаленка),
- Антоній («Антоній і Клеопатра» за Шекспіром, премія Спілки театральних діячів України ім. А.Бучми, 1995),
- Діоген («Діоген» Рацера і Константинова) та ін.

## Фільмографія

### Кіно
- отаман Коцур («Комісари». 1969)
- Базіль—Василь Порик («В'язні Бомона», 1970)
- Годун («Розлом», 1971)
- Зла людина (Сатана і п'ять його братів) (Пропала грамота, 1972) (роль озвучив актор Павло Морозенко)
- Коста («Червона заметіль», 1973, Державна премія Молдавської РСР)
- Карпенко («Дума про Ковпака», 1973—1976)
- Артем Корчагін («Як гартувалась сталь», 1975)
- Бирюк («Бирюк», 1977)
- Синцов («Вороги», 1978)
- Василь Головин (««Мерседес» втікає від погоні», 1980) (роль озвучив актор Павло Морозенко)
- («Солом'яні дзвони», 1987)
- Василь Сорока («Десь гримить війна»)
- кошовий отаман («Дорога на Січ», 1995)
- Васюра («День переможених», 2009)
- Охоронець («Люблю, і крапка», 2011)
- Іслам-Герей («Гетьман», 2015)

### Телефільми
- Іван Хміль («Юркові світанки», 4 серії)
- матрос Польовий («Кортик», 3 серії)
- Скажений Джо («Мустанг-іноходець»)
- командарм Сорокін («Ходіння по муках», 13 серій)
- генерал Гурко («Шлях до Софії», 5 серій)
- Василь («Дубровський», 4 серії)
- комбат Гранатуров («Берег», 2 серії),
- Вухатий («Буран», Японія),
- Парамонов («Мужність», 7 серій),
- Німий («Легенда про княгиню Ольгу»),
- Сигидин («Високий перевал», 2 серії),
- старший лейтенант Сьомушкін («Ветерани»),
- Іван («Пашки хліб»),
- Сотников («Колесо історії»),
- Роже («Щастя», Франція),
- Тарас Бульба («Дума про Тараса Бульбу», 2009) та ін.

## Нагороди
- Відзнака Президента України — ювілейна медаль «20 років незалежності України» (19 серпня 2011)[7]
- Орден князя Ярослава Мудрого IV ст. (30 листопада 2013)[8], V ст. (15 грудня 2011)[9]
- "Народний артист ЛНР" (2015)[2]
- Заслужений діяч мистецтв РФ (2023)[3]